# Breaking Orbit
Breaking Orbit ist eine australische Metal- und Rock-Band aus Sydney, die 2009 unter dem Namen Nucleus gegründet wurde.

## Geschichte
Die Band wurde im Oktober 2009 von dem Gitarristen und Sänger Matt Quayle, dem Schlagzeuger Mark Tyson und dem Gitarristen Dylan Mitrovich unter dem Namen Nucleus gegründet. Ergänzt wurde die Besetzung durch den Bassisten Ayden Mitrovich. Nach den ersten Proben sowie dem ersten Schreiben von Liedern ging die Band auf Tour durch Australien zusammen mit Bands wie Dead Letter Circus und Cog. Zudem erschien eine erste EP, auf der unter anderem eine Coverversion des Massive-Attack-Songs Dissolved Girl enthalten ist. Mitte des Jahres begab sich die Gruppe ins Studio, um mit den Arbeiten zum Debütalbum zu beginnen. In den nächsten Monaten erschienen die Singles My Direction und Callsign Ende 2010. 2011 hatte sich dadurch ihre Bekanntheit schon etwas vergrößert, ehe gegen Ende des Jahres weitere Tourneen folgten. Zuvor in diesem Jahr hatte die Gruppe aufgrund von Problemen außerhalb der Band pausiert. 2012 erschien das von Dylan Mitrovich produzierte Debütalbum The Time Traveller. Die Band war daraufhin im Radio auf Triple J zu hören und sie wurde im selben Jahr als „Best Rock Act“ bei den MusicOz Awards nominiert. 2013 ging es auf eine nationale Tour, wobei die Gruppe erneut mit Dead Letter Circus auftrat. Zudem hielt die Gruppe ihre eigene Headliner-Tour ab, um Silence Seekers, ihre zweite Single, die aus dem Album ausgekoppelt wurde, zu bewerben. Danach begannen die Arbeiten zum zweiten Album. Nachdem bereits die Singles Become the Light und When Isis Starts to Cry veröffentlicht worden waren, erschien im Mai 2015 das zweite Album Transcension.

## Stil
Laut Brian Giffin in seiner Encyclopedia of Australian Heavy Metal spielt die Band eine progressive Mischung aus Metal und alternativem Hard Rock. Andreas Schiffmann von musikreviews.de schrieb in seiner Rezension zu The Time Traveller, dass es sich in der ersten Hälfte um einen „rein instrumentalen, mal dichten und mal luftigen Post-Rock-Entwurf im Geiste Devin Townsends“ handelt, ehe man sich mit dem Gesang dem Neo-Prog annähere. Was die Emotionalität angehe, spiele man knapp an den mittleren Anathema vorbei, wobei der Gesang ähnlich sehnsüchtig klinge. Neben Parallelen zu U2 und Tool seien auch Anleihen aus dem Djent und Math-Rock hörbar, sodass das Album insgesamt eine Balanceakt zwischen progressiven Klängen und modernem Metal sei. Stefan Glas vom Rock Hard schrieb in seiner Rezension zu Transcension, dass hierauf Alternative Rock mit „Tool-Einschlag“ zu hören ist, wie man es auch von Karnivool gewohnt sei. Auf dem Album seien „trotz teils tiefergestimmter Modern-Prog-Metal-Riffwälle der Meshuggah-Schule sphärische Melodien“ zu hören.

## Diskografie
- 2009: Sampler (EP, Eigenveröffentlichung)
- 2010: My Direction (Single, Eigenveröffentlichung)
- 2010: Callsign (Single, Eigenveröffentlichung)
- 2012: The Time Traveller (Album, Firestarter Distribution)
- 2014: Become the Light (Single, Eigenveröffentlichung)
- 2014: When Isis Starts to Cry (Single, Eigenveröffentlichung)
- 2015: Transcension (Album, Eigenveröffentlichung)